# Pozuelo de Calatrava
Pozuelo de Calatrava és un municipi de la província de Ciudad Real a la comunitat autònoma de Castella-La Manxa. Limita al nord amb Miguelturra, a l'est i sud amb Almagro, al nord-oest amb Ciudad Real i al sud-oest amb Ballesteros de Calatrava.

## Demografia
| 1991  | 1996  | 2001  | 2004  |
| ----- | ----- | ----- | ----- |
| 2.343 | 2.515 | 2.576 | 2.691 |